# Pachón
José Manuel Pachón Gallego (Badajoz, España, 15 de marzo de 1944 — 4 de mayo de 2012) fue un futbolista español que se desempeñaba como defensa.

## Clubes
| Club                | País   | Año       |
| ------------------- | ------ | --------- |
| C. D. Badajoz       | España | 1965-1966 |
| Real Betis Balompié | España | 1967-1971 |
| Hércules C. F.      | España | 1971-1975 |